# Niu Jianfeng
Dans ce nom chinois, le nom de famille, Niu, précède le nom personnel Jianfeng.
Niu Jianfeng est une joueuse de tennis de table chinoise née le 3 avril 1981 à Baoding.
En 2003, elle emporte la grande Finale du Pro Tour ITTF en battant en finale Zhang Yining.
Lors des Jeux olympiques d'été de 2004 à Athènes, elle emporte la médaille de bronze dans l'épreuve de double aux côtés de Guo Yue.